# Берингер II фон Клетенберг-Лора
Берингер II фон Клетенберг-Лора (на немски: Beringer II von Klettenberg-Lohra-Stein; * пр. 1162; † 1190/1197) е граф на графството Лора в Северна Тюрингия, близо до град Нордхаузен, граф на Щайн и фогт на Щайн в Насау.

## Произход
Произлиза от род Лудовинги. Той е вторият син на граф Лудвиг II фон Лора († 1164/сл. 1165) и съпругата му Юта/Юдит фон Шваленберг († сл. 1162), вдовица на граф Албрехт (Адалберт) I фон Еверщайн († сл. 1122), дъщеря на граф Видекинд I фон Шваленберг († 1137) и Лутруд/Лутрадис фон Итер († 1149). Правнук е на граф Беренгер I фон Лора († сл. 1116) и Гева фон Зеебург († 1152). По-големият му брат Лудвиг III фон Лора († сл. 1227) e граф на Лора и фогт на Ешвеге.

## Фамилия
Берингер II фон Клетенберг-Лора се жени пр. 18 октомври 1153 г. за Берта фон Аменслебен († 1184), вдовица на граф Дитрих фон Вихмансдорф-Халденлебен (+ сл. 1160/сл. 1174), дъщеря на граф Ото фон Аменслебен-Хилерслебен († 1152 /1154) и Берта († сл. 1129). Тя е внучка на граф Мило фон Аменслебен († 1126) и Луитбирг фон Хилерслебен-Айлсторф-Айзлебен († сл. 1109). Те имат три деца, един син и две дъщери:
- Ото фон Грибен и Щайн († 1211/1215); има дъщеря Лукард (Лукарда) фон Лора-Грибен († 1273/1280), омъжена пр. 1236 г. за граф Улрих I фон Регенщайн († 1265/1267)
- Берта фон Лора († пр. 1222), омъжена за граф Ернст III фон Глайхен († сл. 1230)
- Лукардис фон Грибен († сл. 1211), омъжена пр. 1200 г. за бургграф Йохан фон Гибихенщайн († сл. 1231), син на Конрад фон Гибихенщайн († сл. 1182)